# الباروك (جبال)

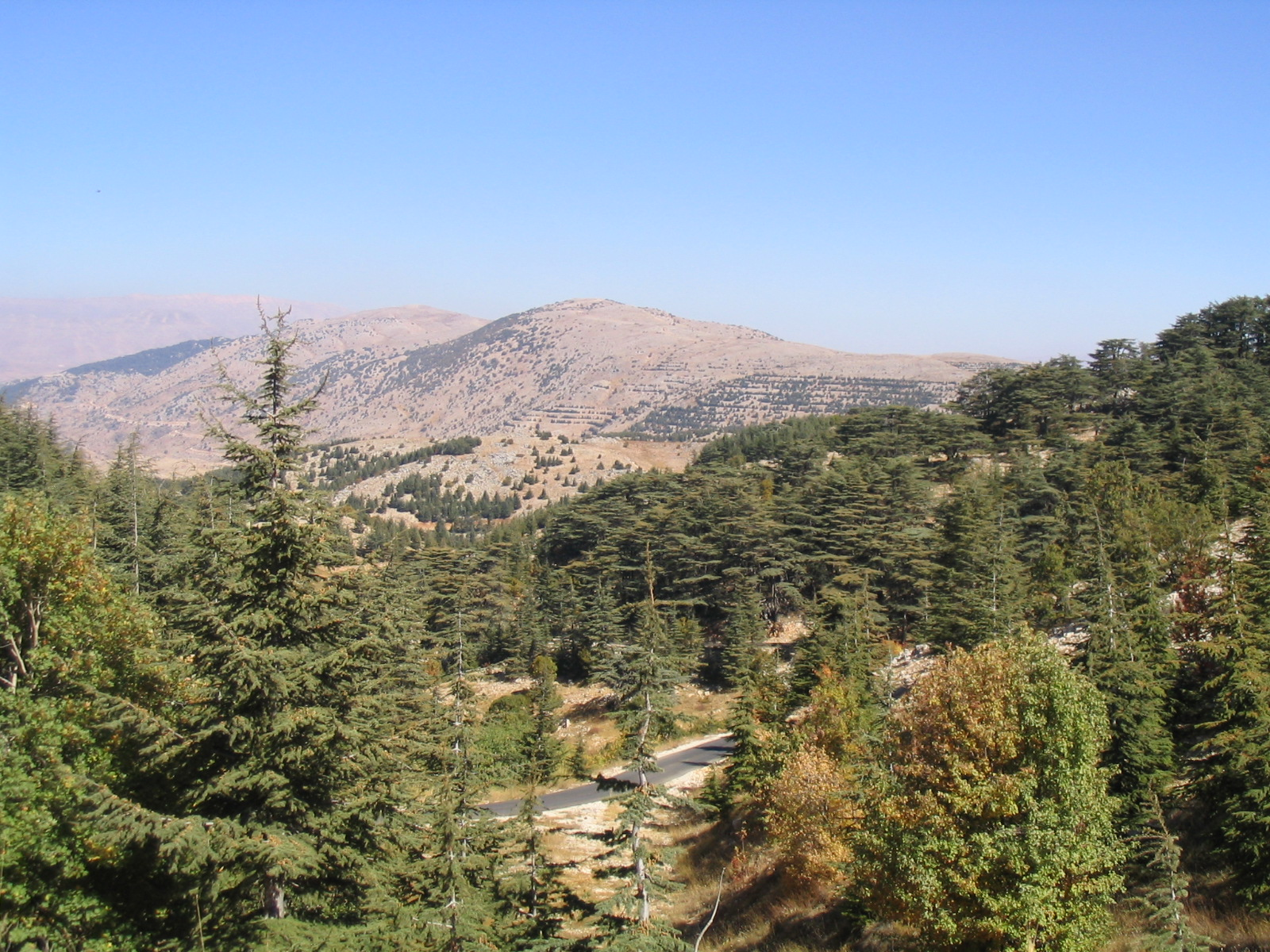
جبال الباروك.

الباروك هي سلسلة جبلية في لبنان أعلى قممها تقع على ارتفاع 2222م عن سطح البحر تمتد من جبال نيحا بالشوف إلى ضهر البيدر.